# الویو پورتا
اِلویو پورتا (ایتالیایی: Elvio Porta؛ ‏ ۲۲ مهٔ ۱۹۴۵ – ۲۶ دسامبر ۲۰۱۶) یک هنرپیشه، کارگردان فیلم، فیلم‌نامه‌نویس، و نویسنده اهل ایتالیا بود.
از فیلم‌ها یا مجموعه‌های تلویزیونی که وی در آن‌ها نقش داشته‌است می‌توان به بیش از حد عاشقانه، کافه اکسپرس و بچه‌های خیابان اشاره نمود.